# Número de Shannon
El número de Shannon, 10120, es una estimación de la complejidad del árbol de juego del ajedrez. Fue calculado por primera vez por Claude Shannon, el padre de la teoría de la información. Shannon lo calculó en su publicación Programando un computador para jugar ajedrez.
De acuerdo a su cálculo, se realizan una media de 40 movimientos en una partida de ajedrez, mientras que cada jugador escoge un único movimiento de unos 30 posibles (de hecho, puede ser que existan cero posibilidades como en los casos de jaque mate o ahogado, o tantos como 218). Así, tenemos que son posibles (30×30)40, i.e., 90040 juegos de ajedrez diferentes. De manera aproximada se dice que es igual a 10120, valor que se obtiene de resolver la ecuación: 90040=10x. Despejando, tenemos que: x=40.log 900